# 中央環境審議会
中央環境審議会（ちゅうおうかんきょうしんぎかい）は、環境基本法第41条に基づいて、環境省に置かれた審議会である。中環審（ちゅうかんしん）と略する。審議の内容や委員は原則公開される。

## 概要
本審議会は、2001年（平成13年）1月6日に設置された諮問機関であり、日本の環境政策に関して重要な意見申具を行う。前身は、1993年（平成5年）11月19日に中央公害対策審議会を改組して設置された環境庁の中央環境審議会である。
所掌事務は次の通り。
- 環境基本計画に関し、環境基本法第15条第3項に規定する事項を処理すること。
  - 自然公園法、農用地の土壌の汚染防止等に関する法律、自然環境保全法、動物の愛護及び管理に関する法律、瀬戸内海環境保全特別措置法、公害健康被害の補償等に関する法律、絶滅のおそれのある野生動植物の種の保存に関する法律、ダイオキシン類対策特別措置法、循環型社会形成推進基本法、食品循環資源の再生利用等の促進に関する法律、使用済自動車の再資源化等に関する法律、鳥獣の保護及び狩猟の適正化に関する法律、特定外来生物による生態系等に係る被害の防止に関する法律、石綿による健康被害の救済に関する法律によりその権限に属せられた事項（第15条第3項）。

- 環境大臣又は関係大臣の諮問に応じ、環境の保全に関する重要事項を調査審議すること。
- 他の法令の規定によりその権限に属させられた事務
- 上記に規定する事項に関し、内閣総理大臣、環境大臣又は関係大臣に意見を述べることができる

中央環境審議会令により、委員の定員は30名以内で組織され、その任期は2年間と定められる。また、審議会は必要に応じて臨時委員、専門委員を置くことができる。
審議会は部会を有し、下部組織に小委員会等の専門分野を設けて調査審議される。

## 部会
令和3年9月現在の部会は以下のとおり。
- 総合政策部会
- 循環型社会部会
- 環境保健部会
- 地球環境部会
- 大気・騒音振動部会
- 水環境・土壌農薬部会
- 自然環境部会
- 動物愛護部会